# Tjerk Bruinsma
Tjerk Petrus Joseph (Tjerk) Bruinsma (Nijmegen, 31 oktober 1951) is een Nederlands politicus. Hij was wethouder in Groningen van 1994 tot 2002, burgemeester van Vlaardingen van 2002 tot 2013, waarnemend burgemeester van Alphen aan den Rijn in 2014, van Krimpenerwaard tussen 2015 en 2016 en van Leerdam van 2016 tot 2018. Hij is lid van de Partij van de Arbeid (PvdA).

## Leven en werk
Bruinsma werkte, na zijn studie Nederlands Recht aan de universiteiten van Leiden en Groningen, bij het Bureau voor Rechtshulp in Groningen. Van dit bureau was hij vanaf 1976 directeur. In 1990 werd hij directeur van de reclassering in de provincie Groningen.
In 1994 werd hij namens de PvdA gekozen tot wethouder van Groningen, een functie die hij vervulde tot 2002. In dat jaar werd hij bij referendum gekozen door de bevolking tot burgemeester van Vlaardingen. Hij was daarmee de eerste gekozen burgemeester van Nederland. Op 25 april 2013 maakte hij bekend per 1 januari 2014 te stoppen als burgemeester van Vlaardingen.
Vanaf 1 januari 2014 was hij waarnemend burgemeester van de gemeente Alphen aan den Rijn. Op 15 december 2014 werd hij opgevolgd door Liesbeth Spies. Op 1 januari 2015 werd hij waarnemend burgemeester van de herindelingsgemeente Krimpenerwaard. In februari 2016 droeg de gemeenteraad Roel Cazemier voor om daar de burgemeester te worden.
De commissaris van de Koning in Zuid-Holland, Jaap Smit, benoemde Bruinsma per 1 november 2016 tot waarnemend burgemeester van de gemeente Leerdam. Per 1 januari 2019 is de gemeente Leerdam onderdeel van de gemeente Vijfheerenlanden en daarmee kwam zijn functie te vervallen.
- International Standard Name Identifier: 0000 0004 5285 9407
- Nederlandse Thesaurus van Auteursnamen: 393772497
- Virtual International Authority File: 317290944
- WorldCat: E39PBJkMGV49f7VfYp8FgdR3Qq